# 발 강가다르 틸라크
발 강가다르 틸라크(마라티어: बाळ गंगाधर टिळक, 1856년 7월 23일~1920년 8월 1일)는 인도의 작가, 철학자, 활동가로 20세기 초 인도의 민족운동을 지도하였다. 그는 인도 독립운동의 1세대격인 인물로 인도 자치 동맹을 설립하여 초대 의장을 지냈으며, 인도 내에 노동조합 결성 운동에 기여했다.

## 학력
- 1873년~1877년: 디칸 대학교 수학과 (학사)
- 1877년~1879년: 뭄바이 법학대학원 법학과 (박사)